# Miscanthus tinctorius
Miscanthus tinctorius är en gräsart som först beskrevs av Ernst Gottlieb von Steudel, och fick sitt nu gällande namn av Eduard Hackel. Miscanthus tinctorius ingår i släktet miskantusar, och familjen gräs. Inga underarter finns listade i Catalogue of Life.